# Statsvetenskaplig Tidskrift
Die Statsvetenskaplig Tidskrift (schwedisch; Staatswissenschaftliche Zeitschrift) ist die führende politikwissenschaftliche Zeitschrift Schwedens. Sie wurde 1897 vom Politiker und Professor für Staatswissenschaft an der Universität Lund Pontus Fahlbeck gegründet.
Zu Beginn gab Fahlbeck die Zeitschrift zusammen mit anderen Wissenschaftlern heraus, von 1899 bis 1918 war er jedoch alleiniger Herausgeber. 1918 gründete Fahlbeck in Lund die Fahlbecksche Stiftung, die seitdem als Herausgeber fungiert. Finanziell unterstützt wird die Zeitschrift vom Wissenschaftsrat (Vetenskapsrådet) der schwedischen Regierung.
Die Statsvetenskaplig Tidskrift erscheint vierteljährlich. Die Redaktion setzt sich aus Politikwissenschaftlern aus ganz Schweden zusammen.